# Hemaris affinis
Hemaris affinis là một loài bướm đêm thuộc họ Sphingidae. Loài này có ở Mông Cổ, the Viễn Đông Nga, phía bắc, miền trung and phía đông Trung Quốc, Đài Loan, North Hàn Quốc, South Hàn Quốc và Nhật Bản.
Sải cánh khoảng 43–54 mm. Mỗi năm loài này có hai thế hệ phía bắc China, Cá thể trưởng thành mọc cánh từ tháng 5 tới cuối tháng 8. 
Ở Triều Tiên, cá thể trưởng thành được ghi nhận từ đầu tháng 5 tới đầu tháng 11.
Ấu trùng được ghi nhận ăn các loài Lonicera maackii cũng như Lonicera japonica và Patrinia scabiosaefolia in Korea